# Урош Мирковић
Урош Мирковић (Приштина, 11. јануар 1982) је српски кошаркаш. Игра на позицији крилног центра.

## Каријера
Кошарком је почео да се бави у млађим категоријама КК Косово поље. Најзначајнији лични учинак оставио је у краљевачком Машинцу, где је често носио епитет најбољег играча. У сезони 2008/09. био је проглашен за најкориснијег играча прве фазе Кошаркашке лиге Србије. Након одласка из Србије играо је у Пољској. Сезону 2010/11. је започео као појачање Црвенe звездe, али је након свега пет утакмица напустио тим и вратио се у пољску Полфарму. Након три године у Пољској, пред почетак сезоне 2013/14. вратио се у Србију и потписао уговор са Слогом из Краљева. Напустио их је након само четири меча, у којима је просечно бележио 17,3 поена и 11,3 скокова, и потписао уговор са Игокеом до краја сезоне. Од 2014. до 2019. је поново играо Пољској. Сезону 2014/15. је провео у екипи Роса Радом, затим је од 2015. до 2017. поново био члан Полфарме а потом од 2017. до 2019. наступао за Старт Лублин. Вратио се затим у Србију и играо за краљевачку Слогу. За сезону 2021/22. је потписао уговор са Пролетером из Зрењанина.

## Успеси

### Клупски
- Полфарма:
  - Куп Пољске (1): 2011.

- Игокеа:
  - Првенство Босне и Херцеговине (1): 2013/14.

### Појединачни
- Најкориснији играч прве фазе Кошаркашке лиге Србије (1): 2008/09.